# Eleição para governador do Alasca em 2006
A eleição para governador do estado americano do Alasca de 2006  aconteceu em 7 de novembro de 2006. A ex-prefeita de Wasilla e candidata do Partido Republicano a vice-presidente em 2008, Sarah Palin, foi eleita governadora, derrotando o ex-governador Tony Knowles.

## Pesquisas
| Fonte                      | Data                  | Palin (R) | Knowles (D) |
| -------------------------- | --------------------- | --------- | ----------- |
| Rasmussen                  | 3 de novembro de 2006 | 45%       | 44%         |
| Rasmussen                  | 9 de outubro de 2006  | 47%       | 40%         |
| Field Research Corporation | 5 de outubro de 2006  | 49%       | 37%         |
| Rasmussen                  | 8 de setembro de 2006 | 52%       | 38%         |
| Rasmussen                  | 3 de agosto de 2006   | 51%       | 38%         |
| Ivan Moore Research        | 7 de junho de 2006    | 39%       | 43%         |